# Jacques Mauger
Pour les articles homonymes, voir Mauger.
 (juillet 2017).
Si vous disposez d'ouvrages ou d'articles de référence ou si vous connaissez des sites web de qualité traitant du thème abordé ici, merci de compléter l'article en donnant les références utiles à sa vérifiabilité et en les liant à la section « Notes et références ».
Jacques Mauger (né à Barentin en 1959) est un tromboniste français.

## Biographie[1]

### Jeunesse
Jacques Mauger a étudié au conservatoire national de Région de Rouen dans la classe de Gilbert Moisand et au CNSMDP de Paris dans la classe de Gilles Millière. Après avoir été soliste de l’Orchestre Philharmonique de Nice puis soliste de l’Orchestre du Théâtre National de l’Opéra de Paris, Jacques Mauger mène depuis 1996 une carrière de concertiste internationale et n’a de cesse de promouvoir le trombone comme véritable instrument soliste au même titre que le violon ou le piano.

### Carrière
Il participe par de nombreuses créations à élargir le répertoire du trombone ainsi qu’à exporter la musique française à l'étranger.
Jacques Mauger a joué en soliste avec : Orchestre Philharmonique de St Pétersbourg, Danish Radio Sinfonietta Copenhage, Orchestre Philharmonique de Marseille, de Lorraine, Orchestre symphonique français, Orchestre Colonne de Paris, Orchestre de Chambre d'Auvergne, Orchestre Alpes Provence Côte d’Azur, Netherland Chamber Orchestra von Amsterdam, Orchestra del Lazio di Roma, Orchestra Pomeriggi musicali di Milano, I Solisti Veneti di Venezzia, Sinfónica Municipal de Caracas
De nombreuses créations lui ont été dédicacées avec différentes formations orchestrales.
L'enseignement tient aussi une place importante dans sa carrière. Professeur au Conservatoire à rayonnement régional de Paris depuis 1994, il est actuellement professeur à la H.E.M.U de Lausanne sur le site de Fribourg.
Jacques Mauger anime également des cours d'interprétation suivis par de nombreux étudiants souhaitant se perfectionner aussi bien en Europe qu'aux États-Unis, en Amérique du Sud, mais aussi en Chine, au Japon, en Corée[Laquelle ?], en Australie, etc.
Il a donné des masters class : Juilliard School, Eastmann School of Music, Northwestern Bienen School of Music, McGill University of Music, Hochschule für Musik Munich, Karlsruhe, Cologne, Guildhall School, Royal Academy Londres, Royal Northern College in Manchester, Académie de Musique Prague, Académie de Musique Franz Liszt Budapest, Universität für Musik und Darstellende Kunst Graz, Conservatoire Rymski-Korsakov St Pétersbourg, etc.
En 2008 il intègre la maison Antoine Courtois Paris France et participe au développement du nouveau Trombone modèle AC440.
Il a enregistré une trentaine de CD en soliste avec différentes formations, il collabore également aux Éditions Alphonse Leduc Paris avec son ami Jean-Michel Defaye à une collection littérature de son instrument et dirige une autre collection didactique aux éditions Arpège Paris.
Jacques Mauger est le président de l’Association des trombonistes français depuis 2012.
Il est le premier français président de l’international Trombone Association aux États-Unis depuis 2020[réf. nécessaire].

## Discographie
- Latitudes Trombone - J.C.M.A. 07
- Trombone Brass Band - 43 RI 02
- Showcase for Trombone - JCMA production
- Virtuoso trombone - KICC 109
- Super Sonic trombone - KICC 191
- Great Trombone concertos Indesens
- Trombone Méditation - Indesens 029 production
- Jacques Mauger&Friends - tutti Records
- Baroque Trombone concerto -titti records 005
- Special Trombone et Strombor Brass Quintet JCMA Production
- Tour de Slide With Irvin Wagner Oklahoma Trombone Choir
- Tbon & Jacques Ferran Ferrer, Jean-Michel Defaye, Daniel Bimbi, musique militaire Gran-Ducale Indesens 116
- Sixty Years of Trombone Bernsteinn, Legrand, Moussorgski, Indesens 140